# راي وايز
راي وايز (بالإنجليزية: Ray Wise)‏ (و. 1947  م) هو ممثل أفلام، وممثل تلفزي، وممثل مسرحي، ومؤدي أصوات أمريكي، ولد في آكرون.

## التعليم
تعلم في كلية تدريب الطيارين الاختباريين الأمريكية ‏.

## وصلات خارجية
- راي وايز على موقع IMDb (الإنجليزية)
- راي وايز على موقع ألو سيني (الفرنسية)
- راي وايز على موقع ميوزك برينز (الإنجليزية)
- راي وايز على موقع أول موفي (الإنجليزية)
- راي وايز على موقع قاعدة بيانات الأفلام السويدية (السويدية)
- راي وايز على موقع إن إن دي بي (الإنجليزية)
- راي وايز على موقع قاعدة بيانات الفيلم (الإنجليزية)
- راي وايز على موقع كينوبويسك (الروسية)